# Rizično ponašanje
Rizično ponašanje (eng. risk taking behavior) je specifični oblik ponašanja za koje je dokazano da povećava prijemčivost za specifične poremećaje zdravlja ili bolest. Prema nekim autorima, rizično ponašanje je posledica svojevrsnog osećanja bespomoćnosti i vrsta kompenzacije za konflikte koji se javljaju u svakodnevnom životu.
Pojam rizično ponašanje se najčešće koristi kako bi se njime obuhvatili različiti vidovi društveno neprilagođenog ili upadljivog odstupanja u ponašanju. Iako se rizično ponašanje uglavnom vezujemo za omladinu, ono nije svojstveno isključivo njima, jer se broj konzumenta rizika, kao i vidova samih rizičnih ponašanja konstantno povećava.
S obzirom da je ponašanje koje preuzima rizik potencijalno opasno, neki ljudi se pitaju zašto bi iko učestvovao u takvom ponašanju. S jedne strane, takvo ponašanje dovodi osobu u opasnost a, s druge strane, daje mu priliku da doživi ishod koji oni doživljava kao pozitivan. Ponašanja koja preuzimaju rizik, kao što je brzina vožnje ili zloupotreba supstanci, mogu, na primer, dovesti do automobilskih nesreća ili predoziranja. Ipak, mnogi smatraju da ih to može dovesti do pozitivnih osećaja u određenom trenutku, poput uzbuđenja brzom vožnjom ili visokom dozom droge.

## Definicije
Rizik — je mogućnost, obično izražena kao stepen verovatnoće, da će se ostvariti nepovoljni rezultati prema nekoj skali ocjenjivanja.
Rizične ličnosti — su pojedinci koji imaju nisku toleranciju na frustraciju, poremećaj pažnje, tragaju za uzbuđenjima, ekstrovertni su i emocionalno nestabilni (razdražljivi, nezreli).
Faktori rizika — su širok spektar pojava koje su društveno neprihvatljive.

## Istorija
Od 16. veka pa naredna tri veka, sve intenzivnije se javljaju oblikovanja pravila lepog ponašanja, tako da je od 19. veka, nastao model ponašanja, koji se uz izvesne promene održava i do danas. Ovo oblikovanje ponašanja se kretalo u pravcu veće kontrole afekata, zasnoovanim na mehanizmima kontrole od spoljašnjih pritisaka i društvene kontrole koju su pojedinci i grupe nametali jedni drugima, pa sve do samoprinude koja se sprovodila preko mehanizma unutrašnje kontrole. 
Antidruštveno ponašanje
Kroz istoriju proces oblikovanja ponašanja koji se npr. odvijao u Evropi, bio je pod jakim uticajem tadašnjih društveno-istorijskih prilika koje su u velikoj meri uticale na njegov intenzitet i oblikovanje. 
Međutim kroz istoriju, nezavisno od vremena u kojem su živeli, mladi svih generacija su se znali ponašati antidruštveno, najvećim delom zbog specifičnosti životnog ciklusa kroz koji prolaze u mladosti. Svojim traganjem za identitetom i željom za uklapanjem u porodični milje, društveni kontekst i samopercepciju o odraslom, mladi isprobavaju različite uloge, od onih društveno poželjnih do onih koje su za društvo neprihvatljive.
Civilizovano ponašanje
Posle mnogo vekova dostignut je standard civilizovanog ponašanja koji se počev od 20. veka održao i razvijao uz izvesne promene i značajna odstupanja do danas, u pravcu liberalizacije ponašanja. Osim ovog dominantnog pravca liberalizacije ponašanja, u Evropi su prisutni i recidivi obrazaca ponašanja iz prošlosti, kao i konzervativizam u određenim oblicima ponašanja i društvenih odnosa, kao što je to slučaj npr. u Srbiji.
Oslobađanje moralnih stega
Počev od 60-tih godina 20. veka nastao je period oslobađanja moralnih stega povezanih sa seksualnošću, a potom uzimanje narkotika (posebno među mladima), da bi počev od kraja 20. veka, pa sve do danas, pažnju javnosti zaokupljao novi vid rizika: 
- nasilničko ponašanju u školama,
- porast delinkvencije (naročito među siromašnima),
- bežanju od kuće,
- problemima vezanim za ishranu (gojaznost, u prvom redu).

U takvim uslovima neprestano raste broj konzumenata psihoaktivnih supstanci, a naročita pažnja se posvećuje povezanosti ovog oblika rizičnog ponašanja sa delinkvencijom, a potom i sa rizičnim seksualnim ponašanjem i njegovim posledicama.

## Opšte informacije
Brojne situacije u kojima su ljudi bili kontinuirano izložena nepovoljnim uticajima u porodici i njihovog okruženja (nepovoljni uticaj sredine, psihosocijalni stresori) pokazale su da se pojedine osobe (posebno mlade) „pretvaraju” u osobe rizičnog životnog stila (konzumacije alkohola, opijata, bežanje iz škole, rizična polna ponašanja i dr.). Takva ponašanja ne predstavljaju samo razvojne rizike za decu i mlade, već i rizike za druge osobe iz njihove sredine.
Rezultati novijih studija govore da je 70% smrtnih slučajeva i trajne onesposobljenosti adolescenata povezano sa rizičnim ponašanjima vezanim u najvećoj meri za upotrebu psihoaktivnih supstanci. Kao vodeći uzročnik u ubistvima, samaoubistvima i nesrećama sa smrtnim ishodom u adolescenciji, naročito se izdvaja alkohol.
Istraživači iz različitih naučnih disciplina i oblasti pokušavaju pronaći odgovor na pitanje zašto neka osoba koja je izložena rizičnim faktorima ne usvaja rizično ponašanje, za razliku od drugih koji se nalaze u istim ili sličnim okolnostima i podleže rizičnom ponašanj (jer usvaja takvo ponašanje i ono joj postaje životni stil).
Sve značajnije mesto u rizičnim ponašanjima danas zauzimaju poremećaji i bolesti povezane sa određenim navikama i stilovima življenja:
- polne razlike,[19]
- prekomerno konzumiranje alkohola,
- pušenje duvana i uživanje psihoaktivnih droga,
- rizično seksualno ponašanje i polno prenosive bolesti,[20]
- neadekvatna fizička aktivnost,
- neadekvatan kvalitet i raznovrsnost ishrane,
- poremećaji uzimanja hrane.
- teške posledice saobraćajnih nesrećа.
- psihosocijalni problemi (samoubistva i duševni poremećaji).[21]

Mentalni poremećaji (depresija ili psihoza) i nizak kvocijent inteligencije (zbog mogućnosti da se lakše potpadne pod tuđi uticaj) se takođe smatraju faktorima koji povećavaju verovatnoću da će do rizičnog ponašanja i doći.
Takođe treba navesti da su kao rizične prepoznate i određene profesije, ali i vreme i prostor u kome osoba sa takvim ponašanjem boravi.
Kontinuirano pribegavanje rizičnom ponašanju koje omogućava bežanje od stvarnosti, u određenom razvojnom periodu ličnosti, kod takve osobe može ozbiljno da ugrozi sposobnosti da se one na adekvatan način adaptiraju u „složenom društvu”. Zato u određenim slučajevima rizično ponašanje postaje odraz otuđenja, odnosno odbacivanja vrednosti društva koje pojedinac doživljava kao dehumanizovano, okrutno i lišeno svake brige za pojedinca.
Imajući u vidu da adolescenti žele znati što više o mnogim stvarima, oni olako prihvataju poruka koje im šalju vršnjaci, članovi porodice ili mediji, i tako pod tim uticajima ulaze u rizično ponašanje.

## Oblici rizičnog ponašanja
Kao najčešći oblici rizičnog ponašanja, pre svega kod mladih, prepoznati su:
1. .nepoželjna normativna ponašanja;[25]
2. .rizična seksualna ponašanja;[26]
3. .prekršajna i lakša delinkventna ponašanja;[27]
4. .konzumiranje psihoaktivnih supstanci;[28]
5. .agresivnost ispoljena prema drugima;
6. .autoagresivnost (samopovrijeđivanje, pokušaj suicida, suicid);
7. .teška delinkvencija.

## Etiologija
Do sada je objavljeno mnogo teorija koje objašnjavaju nastanak rizičnog ponašanja:
Biološka teorija — smatra da je genetska predispozicija, posebno dejstvo hormona i njihovu nestabilnost u pubertetu odgovorna za nastanak rizičnog ponašanja. Identični blizanci razdvojeni pri rođenju, na primer, imaju tendenciju da se češće upuste u visoko rizično ponašanja. Smatra se da testosteron igra važnu ulogu, zbog čega postoji rodna neravnoteža zbog koje muškarci češće učestvujnu u rizičnom ponašanju.
Psihološka/kognitivna teorija — bazirana je na stavu da su koreni rizičnog ponašanja u deficitu kognitivne zrelosti, afektivnoj nestabilnosti, kao i ponašanju koje teži ka senzacijama i defektima u formiranju samopoštovanja. 
Socijalna teorija — zasniva svoje stavove na tome da tri faktora uzrokuju rizično ponašanje: porodica, vršnjaci i društvo i zajednica u celini. 
Irvin je 1986 godine dao biopsihosocijalni model, koji je obuhvatio sve pomenute teorije, pokazujući time svu složenost međudejstava adolescenata i sveta koji ih okružuje. Po ovoj teoriji jedan od uzroka rizičnog ponašanja je uloga grupe. Naime uočena je tendencij da ljudi donose smelije odluke kada su u grupama nego kada su same. Ovaj fenomen objašnjava kako počinju nemiri i nasilje u bandama; počev od izbora brojnih postupaka koje osoba nikada ne bi samostalno preuzela, ali je voljna preuzeti kao deo grupe. To se odnosi i na koncept deindividualizacije, kada pojedinci u grupama gube svoj identitet, što može dovesti do gubitka suzdržanosti i samosviesti.
Prema istraživanjima, različiti oblici rizičnog ponašanja imaju tendenciju grupisanja u klastere i međusobno koreliraju, uvećavajući pretnju po zdravlje adolescenata, jer npr. adolescent koji ispoljava jedan oblik rizičnog ponašanja, često prihvati i neki drugi. Ova multikolinearnost između oblika rizičnog ponašanja, ne samo što povećava rizik po zdravlje, već predstavlja ozbiljnu prepreku za razvoj preventivnih i terapijskih programa.
Biti odrastao za adolescente je vrlo poželjan cilj. To znači biti slobodan i imati moć za donošenje ličnih odluka. U tom kontekstu kada mlada osoba počne da zahteva veću slobodu i kontrolu nad svojim životom, ona stupa i u rizično ponašanje — u kome eksperimentišu sa alkoholom, duvanom i ostalim psihoaktivnim supstancama. Kako bi se uklopio i bio prihvaćen, adolescent počinje da se ponaša na sličan način kao i ostali članovi grupe — rizićno i ponekad nepromišljeno.

## Prevencija
Prevencija rizično ponašanja, kao jedne od primarnih preventivnih zahteva pred kojim se nalaze svi faktori društva, zasniva se na:
- poboljšanju kvaliteta i perspektive života mladih,
- poboljšanje stručnosti specifičnih edukacijskih programa primarne prevencije rizičnih ponašanja usmerenih prema deci i mladima, ali i roditeljima, nastavnicima i hraniteljima,
- organizaciji društva za rano prepoznavanje simptoma i otkrivanje rizičnih ponašanja.[33][34]

## Napomene
1. ↑  Više adolescenata život izgubi usled posledica alkohola, nego od posledica upotrebe svih ostalih psihoaktivnih sredstava zajedno.

## Literatura
- Špadijer Džinić, Jelena. 1988. Socijalna patologija. Beograd: Zavod za udžbenike i nastavna sredstva.
- Finley, Laura. 2007. Encyclopedia of juvenile violence. Westport, Connecticut, Lonon: Greenwood press.
- Hammersley, Richard. 2008. Drugs and crime: Theories and practices. Glasgow: Caledonian university.
- Pijanović, Petar. (ur.) 1999. Defektološki rečnik. Beograd: Zavod za udžbenike i nastavna sredstva.
- Capaldi, M. Deborah, Mike Stoolmiller, Hyoun K. Kim, and Karen Yoerger, 2009. „Growth in alcohol use in at-risk adolescent boys: Two part random effects prediction model”. Drug and alcohol dependence. 105: 109—17.
- Cassel, Elaine, Bernstein A. Douglas. 2007. Criminal behavior, second edition. Mahwah, New Jersey, London: Lawrence Erlbaum Associates, Publishers.

## Spoljašnje veze
- Zastupljenost Delikventnog Ponašanja Mladih u Sredjnim Školama.[мртва веза]
- Istraživanje rasprostranjenosti rizičnog i delinkventnog ponašanja djece i mladih u urbanim sredinama-dodatni poticaj za ciljanu prevenciju (језик: хрватски)